# 王晓明 (1959年)
王曉明（1959年2月—），男，漢族，陝西西安人，中华人民共和国政治人物。大學學歷。

## 生平
1978年5月參加工作，1988年9月加入中國共產黨。
2020年6月16日，陝西省紀委監委宣布王曉明涉嫌嚴重違紀違法，正在接受紀律審查和監察調查。